# 栄烏
栄烏（えいう、生没年不詳）とは、江戸時代の浮世絵師。

## 来歴
鳥文斎栄之の門人。俗名不明、作画期は寛政のころで、鳥高斎栄昌風の大判錦絵3点と、狂歌本の挿絵1図が知られる。錦絵はいずれも大首絵である。「青楼美人合　五明楼文越」は匂い袋を手にする遊女文越を描いており、その容貌は栄昌が描く美人画に似る。また背景には白雲母を用いた豪華な作となっている。

## 作品
- 『歳旦狂歌江戸紫』　※万亀亭主人編、寛政7年（1795年）刊行
- 「青楼美人合　五明楼文越」　大判錦絵　※中右瑛コレクション
- 「青楼美人合　角玉屋玉菊」　大判錦絵　ボストン美術館所蔵
- 「郭中美人競　角玉や内小紫」　大判錦絵　ボストン美術館所蔵